# Бостонія (Каліфорнія)
Бостонія (англ. Bostonia) — переписна місцевість (CDP) в США, в окрузі Сан-Дієго штату Каліфорнія. Населення — 16 882 особи (2020).

## Географія
Бостонія розташована за координатами 32°49′9″ пн. ш. 116°56′32″ зх. д. / 32.81917° пн. ш. 116.94222° зх. д. (32.819048, -116.942204).  За даними Бюро перепису населення США в 2010 році переписна місцевість мала площу 5,00 км², уся площа — суходіл.

## Демографія
Згідно з переписом 2010 року, у переписній місцевості мешкало 15 379 осіб у 5573 домогосподарствах у складі 3762 родин. Густота населення становила 3079 осіб/км².  Було 5893 помешкання (1180/км²).
Расовий склад населення:
| - 70,8 % — білих - 6,6 % — чорних або афроамериканців - 2,4 % — азіатів - 0,7 % — корінних американців - 0,6 % — вихідців з тихоокеанських островів - 11,6 % — осіб інших рас |

До двох чи більше рас належало 7,3 %. Частка іспаномовних становила 25,6 % від усіх жителів.
За віковим діапазоном населення розподілялося таким чином: 24,8 % — особи молодші 18 років, 63,8 % — особи у віці 18—64 років, 11,4 % — особи у віці 65 років та старші. Медіана віку мешканця становила 33,8 року. На 100 осіб жіночої статі у переписній місцевості припадало 94,6 чоловіків;  на 100 жінок у віці від 18 років та старших — 90,9 чоловіків також старших 18 років.
Середній дохід на одне домашнє господарство  становив 52 095 доларів США (медіана — 41 620), а середній дохід на одну сім'ю — 57 583 долари (медіана — 45 838). Медіана доходів становила 38 641 долар для чоловіків та 30 739 доларів для жінок. За межею бідності перебувало 20,1 % осіб, у тому числі 27,1 % дітей у віці до 18 років та 14,8 % осіб у віці 65 років та старших.
Цивільне працевлаштоване населення становило 6968 осіб. Основні галузі зайнятості: роздрібна торгівля — 18,5 %, освіта, охорона здоров'я та соціальна допомога — 16,9 %, мистецтво, розваги та відпочинок — 13,8 %, науковці, спеціалісти, менеджери — 13,2 %.